# La falena (film 1941)
La falena (Nocní motýl) è un film del 1941, diretto da František Čáp.